# Tirreno–Adriatico 2019
54. ročník etapového cyklistického závodu Tirreno–Adriatico se konal mezi 13. a 19. březnem 2019 v Itálii. Celkovým vítězem se stal Slovinec Primož Roglič z týmu Jumbo–Visma. Na druhém a třetím místě se umístili Brit Adam Yates (Mitchelton–Scott) a Dán Jakob Fuglsang (Astana).

## Týmy
Závodu se účastnilo všech 18 UCI WorldTeamů společně s pěti UCI Professional Continental týmy. Každý z 23 týmů přijel se 7 jezdci, na start se tedy postavilo 163 jezdců. Do cíle v San Benedetto del Tronto dojelo 142 jezdců.
UCI WorldTeamy
- AG2R La Mondiale
- Astana
- Bahrain–Merida
- Bora–Hansgrohe
- CCC Team
- Deceuninck–Quick-Step
- EF Education First
- Groupama–FDJ
- Lotto–Soudal
- Mitchelton–Scott
- Movistar Team
- Team Dimension Data
- Team Ineos
- Team Jumbo–Visma
- Team Katusha–Alpecin
- Team Sunweb
- Trek–Segafredo
- UAE Team Emirates

UCI Professional Continental týmy
- Bardiani–CSF
- Cofidis
- Gazprom–RusVelo
- Israel Cycling Academy
- Neri Sottoli–Selle Italia–KTM

## Trasa a etapy
| Etapa         | Datum         | Trasa                                               | Vzdálenost    | Typ        | Typ                  | Vítěz                    |
| ------------- | ------------- | --------------------------------------------------- | ------------- | ---------- | -------------------- | ------------------------ |
| 1             | 13. března    | Lido di Camaiore - Lido di Camaiore                 | 21,5 km       |            | Týmová časovka       | Mitchelton–Scott         |
| 2             | 14. března    | Camaiore - Pomarance                                | 195 km        |            | Zvlněná etapa        | Julian Alaphilippe (FRA) |
| 3             | 15. března    | Pomarance - Foligno                                 | 226 km        |            | Rovinatá etapa       | Elia Viviani (ITA)       |
| 4             | 16. března    | Foligno -Fossombrone                                | 221 km        |            | Zvlněná etapa        | Alexej Lucenko (KAZ)     |
| 5             | 17. března    | Colli al Metauro - Recanati                         | 180 km        |            | Zvlněná etapa        | Jakob Fuglsang (DEN)     |
| 6             | 18. března    | Matelica - Jesi                                     | 195 km        |            | Rovinatá etapa       | Julian Alaphilippe (FRA) |
| 7             | 19. března    | San Benedetto del Tronto - San Benedetto del Tronto | 10,05 km      |            | Individuální časovka | Victor Campenaerts (BEL) |
| Celková délka | Celková délka | Celková délka                                       | Celková délka | 1048,55 km | 1048,55 km           | 1048,55 km               |

## Průběžné pořadí
| Etapa          | Vítěz              | Celkové pořadí  | Bodovací soutěž    | Vrchařská soutěž   | Soutěž mladých jezdců | Soutěž týmů        |
| -------------- | ------------------ | --------------- | ------------------ | ------------------ | --------------------- | ------------------ |
| 1              | Mitchelton–Scott   | Michael Hepburn | neuděleno          | neuděleno          | Laurens De Plus       | Mitchelton–Scott   |
| 2              | Julian Alaphilippe | Adam Yates      | Julian Alaphilippe | Julian Alaphilippe | Laurens De Plus       | Team Jumbo–Visma   |
| 3              | Elia Viviani       | Adam Yates      | Mirco Maestri      | Natnael Berhane    | Laurens De Plus       | Team Jumbo–Visma   |
| 4              | Alexej Lucenko     | Adam Yates      | Mirco Maestri      | Alexej Lucenko     | Sam Oomen             | EF Education First |
| 5              | Jakob Fuglsang     | Adam Yates      | Adam Yates         | Alexej Lucenko     | Sam Oomen             | EF Education First |
| 6              | Julian Alaphilippe | Adam Yates      | Mirco Maestri      | Alexej Lucenko     | Sam Oomen             | EF Education First |
| 7              | Victor Campenaerts | Primož Roglič   | Mirco Maestri      | Alexej Lucenko     | Sam Oomen             | EF Education First |
| Konečné pořadí | Konečné pořadí     | Primož Roglič   | Mirco Maestri      | Alexej Lucenko     | Sam Oomen             | EF Education First |

## Konečné pořadí
| Legenda | Legenda                            | Legenda | Legenda                                 |
| ------- | ---------------------------------- | ------- | --------------------------------------- |
|         | Označuje vítěze celkového pořadí.  |         | Označuje vítěze bodovací soutěže.       |
|         | Označuje vítěze vrchařské soutěže. |         | Označuje vítěze soutěže mladých jezdců. |

### Celkové pořadí
| Pořadí | Jezdec             | Tým                   | Čas         |
| ------ | ------------------ | --------------------- | ----------- |
| 1      | Primož Roglič      | Team Jumbo–Visma      | 25h 28’ 00” |
| 2      | Adam Yates         | Mitchelton–Scott      | + 1”        |
| 3      | Jakob Fuglsang     | Astana                | + 30”       |
| 4      | Tom Dumoulin       | Team Sunweb           | + 1’ 25”    |
| 5      | Thibaut Pinot      | Groupama–FDJ          | + 2’ 32”    |
| 6      | Julian Alaphilippe | Deceuninck–Quick-Step | + 2’ 34”    |
| 7      | Wout Poels         | Team Sky              | + 2’ 42”    |
| 8      | Simon Clarke       | EF Education First    | + 3’ 01”    |
| 9      | Sam Oomen          | Team Sunweb           | + 3’ 12”    |
| 10     | Rui Costa          | UAE Team Emirates     | + 3’ 18”    |

### Bodovací soutěž
| Pořadí | Jezdec             | Tým                    | Body |
| ------ | ------------------ | ---------------------- | ---- |
| 1      | Mirco Maestri      | Bardiani–CSF           | 31   |
| 2      | Adam Yates         | Mitchelton–Scott       | 27   |
| 3      | Julian Alaphilippe | Deceuninck–Quick-Step  | 26   |
| 4      | Alberto Bettiol    | EF Education First     | 23   |
| 5      | Jakob Fuglsang     | Astana                 | 22   |
| 6      | Primož Roglič      | Team Jumbo–Visma       | 22   |
| 7      | Elia Viviani       | Deceuninck–Quick-Step  | 20   |
| 8      | Alexej Lucenko     | Astana                 | 17   |
| 9      | Peter Sagan        | Bora–Hansgrohe         | 16   |
| 10     | Davide Cimolai     | Israel Cycling Academy | 15   |

### Vrchařská soutěž
| Pořadí | Jezdec                | Tým                           | Body |
| ------ | --------------------- | ----------------------------- | ---- |
| 1      | Alexej Lucenko        | Astana                        | 35   |
| 2      | Jakob Fuglsang        | Astana                        | 34   |
| 3      | Adam Yates            | Mitchelton–Scott              | 25   |
| 4      | Julian Alaphilippe    | Deceuninck–Quick-Step         | 23   |
| 5      | Davide Gabburo        | Neri Sottoli–Selle Italia–KTM | 20   |
| 6      | Natnael Berhane       | Cofidis                       | 20   |
| 7      | Primož Roglič         | Team Jumbo–Visma              | 18   |
| 8      | Mads Pedersen         | Trek–Segafredo                | 14   |
| 9      | Sebastian Schönberger | Neri Sottoli–Selle Italia–KTM | 12   |
| 10     | Giovanni Visconti     | Neri Sottoli–Selle Italia–KTM | 10   |

### Soutěž mladých jezdců
| Pořadí | Jezdec               | Tým                           | Čas         |
| ------ | -------------------- | ----------------------------- | ----------- |
| 1      | Sam Oomen            | Team Sunweb                   | 25h 31’ 12” |
| 2      | Tiesj Benoot         | Lotto–Soudal                  | + 25”       |
| 3      | Matej Mohorič        | Bahrain–Merida                | + 1’ 50”    |
| 4      | Ruben Guerreiro      | Team Katusha–Alpecin          | + 5’ 03”    |
| 5      | Søren Kragh Andersen | Team Sunweb                   | + 15’ 44”   |
| 6      | Simone Velasco       | Neri Sottoli–Selle Italia–KTM | + 15’ 51”   |
| 7      | Mads Pedersen        | Trek–Segafredo                | + 24’ 01”   |
| 8      | Davide Ballerini     | Astana                        | + 25’ 52”   |
| 9      | Nicola Conci         | Trek–Segafredo                | + 27’ 31”   |
| 10     | Kasper Asgreen       | Deceuninck–Quick-Step         | + 27’ 31”   |

### Soutěž týmů
| Pořadí | Tým                           | Čas         |
| ------ | ----------------------------- | ----------- |
| 1      | EF Education First            | 75h 51’ 29” |
| 2      | Trek–Segafredo                | + 2’ 30”    |
| 3      | Team Sunweb                   | + 6’ 09”    |
| 4      | Lotto–Soudal                  | + 9’ 14”    |
| 5      | Astana                        | + 13’ 27”   |
| 6      | Movistar Team                 | + 18’ 57”   |
| 7      | Neri Sottoli–Selle Italia–KTM | + 19’ 22”   |
| 8      | Bahrain–Merida                | + 23’ 10”   |
| 9      | CCC Team                      | + 23’ 48”   |
| 10     | Team Jumbo–Visma              | + 25’ 18”   |